# みちのくレースけいばステーション
『みちのくレースけいばステーション』は、岩手朝日テレビ（IAT）で1997年10月5日から2007年まで放送されていた競馬中継番組。
放送開始当初の番組名は「いわてけいばステーション」。

## 出演者
司会
- 西村正行（当時:岩手朝日テレビアナウンサー）[2]
- 山田美保（同上）[3]
- 三橋泰介（同上）[3]

実況
- 及川サトル[2]

解説
- 三沢紳一（ケイシュウニューストラックマン）[2]

主なゲスト
- 佐々木竹見
- 高橋三郎[2]
- 吉岡牧子
- 亀和田武[3]
- 鈴木淑子
- 須田鷹雄
- 舛添要一[1]